# Trybliophorus amazonicus
Trybliophorus amazonicus är en insektsart som beskrevs av Alves Dos Santos och Assis-pujol 2004. Trybliophorus amazonicus ingår i släktet Trybliophorus och familjen Romaleidae. Inga underarter finns listade i Catalogue of Life.